# Gerben Wagenaar

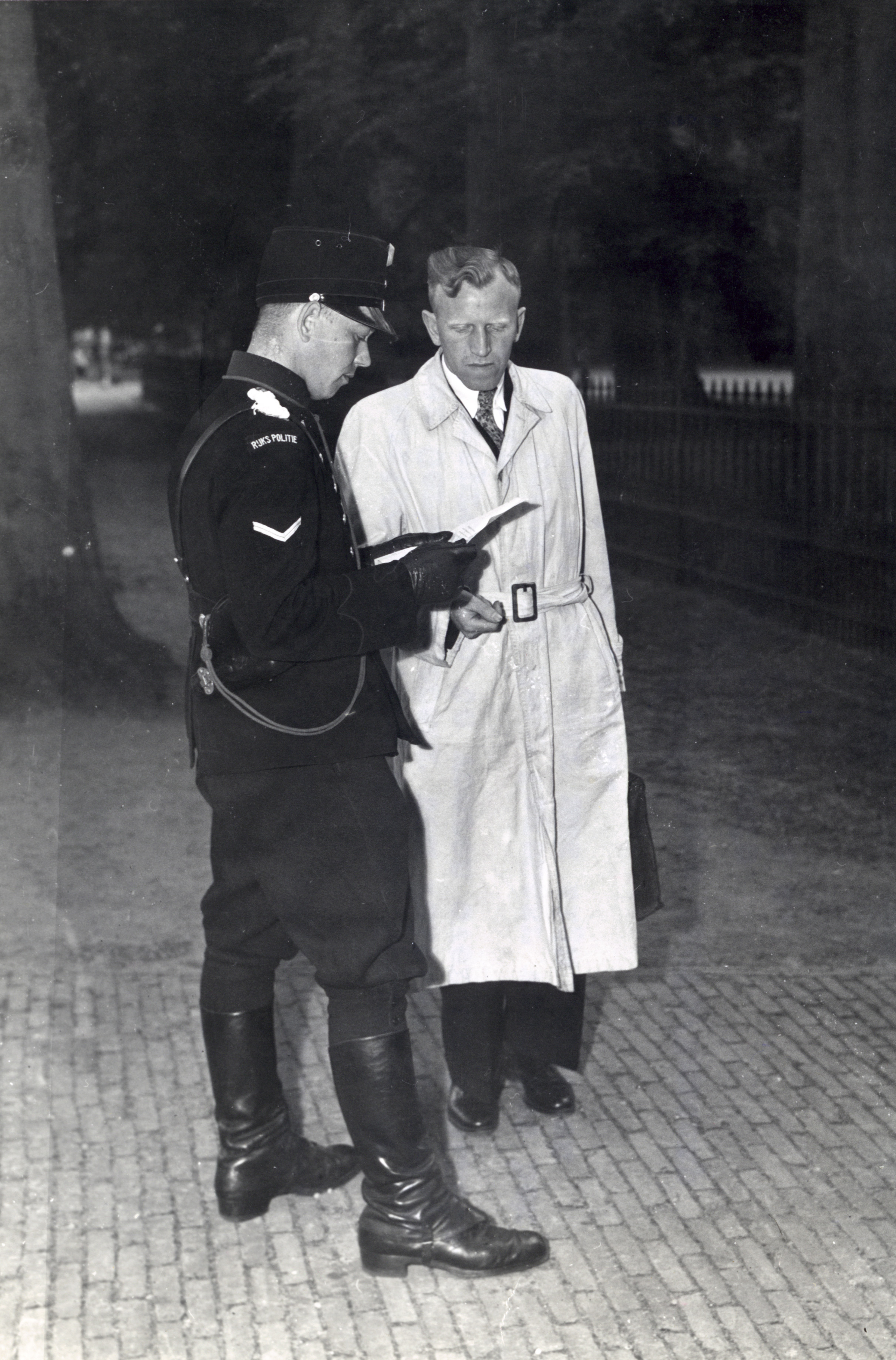
Gerben Wagenaar in 1954 bij Paleis Soestdijk. Hij zal daar voor consultatie worden ontvangen door koningin Juliana.

Gerben Wagenaar (Amsterdam, 27 september 1912 - aldaar, 31 augustus 1993) was een Nederlands politicus. Wagenaar was een communistisch verzetsman en fractievoorzitter van de CPN in de Tweede Kamer.
Gerben Wagenaar werkte bij het uitbreken van de Tweede Wereldoorlog als meteropnemer bij het Gemeentelijk Energiebedrijf in Amsterdam. Hij ging in het verzet als "blonde Freek" en was van mei 1941 tot mei 1943 de leider van het Militair Contact, een communistische verzetsorganisatie. Van 1943 tot de bevrijding in mei 1945 was hij lid van de Raad van Verzet, waarvan de laatste maanden als voorzitter en vertegenwoordiger in de Binnenlandse Strijdkrachten.
Na de oorlog was Wagenaar lid van de gemeenteraad van Amsterdam (tot 1947) en de Tweede Kamer (tot 1959), waarvan de periode 1946-1952 als fractievoorzitter. In 1958 spleet de fractie van de CPN over de vernieuwingspoging van Wagenaar c.s. Het partijapparaat, onder leiding van CPN-voorzitter Paul de Groot en de hoofdredacteur van De Waarheid, Marcus Bakker, sloeg hard terug. De opstandige leden werden begin 1958 door de CPN geroyeerd. Wagenaar besloot daarop, samen met Bertus Brandsen, Henk Gortzak en Rie Lips-Odinot door te gaan als de Brug-groep. Die groep slaagde er in 1959 niet in zelfstandig gekozen te worden.
Van 1959 tot 1965 was Wagenaar lid van de Socialistische Werkers Partij en zat voor die partij tot 1962 in de Provinciale Staten van Noord-Holland.
In 1982 besloot de CPN tot eerherstel van de verstotenen van 1958. Het "rode boekje" De CPN in de oorlog, waarin verdachtmakingen jegens hen waren geuit en Wagernaar ervan beschuldigd werd eigenlijk een Britse agent te zijn geweest, werd op een partijcongres ingetrokken als partijdocument. Hij toonde echter geen interesse in de mogelijkheid weer lid te worden: "Ze doen maar".
Wagenaar is 60 jaar lid geweest van voetbalclub De Volewijckers. In Amsterdam-Noord is een brug naar hem vernoemd.